# Hôn nhân giao thoa chủng tộc ở Hoa Kỳ
Hôn nhân giao thoa chủng tộc ở Hoa Kỳ đã được hợp pháp hóa trên toàn nước Mỹ kể từ phán quyết năm 1967 của Tòa án Tối cao Hoa Kỳ (Tòa Warren) trong vụ Loving vs. Virginia (1967) cho rằng luật "anti-miscegenation" là vi hiến. Chánh án Earl Warren đã viết rằng "quyền tự do kết hôn, hoặc không kết hôn, với một người thuộc chủng tộc khác là quyền của cá nhân, và không thể bị Nhà nước xâm phạm."